# Balticgnatha projectens
Balticgnatha
Genre
Espèce
Balticgnatha projectens, unique représentant du genre Balticgnatha, est une espèce fossile d'araignées aranéomorphes de la famille des Tetragnathidae.

## Distribution
Cette espèce a été découverte dans de l'ambre de la mer Baltique. Elle date du Paléogène.

## Publication originale
- (en) Wunderlich, 2011 : Some fossil spiders (Araneae) in Eocene European ambers. Beiträge zur Araneologie, vol. 6, p. 472–538.